# Katten Karlsson
Katten Karlsson, tidigare även Pussy och Pussi (fr. Poussy), är en seriefigur skapad av den belgiske serietecknaren Peyo. Serien startade 1949 och publicerades även som fyra album mellan 1965 och 1977. Tre av albumen kom även i svensk översättning.
Albumen består av mestadels av seriestrippar som kretsar kring Katten Karlsson, hans ägarfamilj (som ändras då och då) och relativt vardagliga händelser med en komisk twist.

## Svenska översättningar
Översättare:
- Dagny Dahlberg [1,2,3] (Carlsen/if)

## Utgivna album
| Nr | Svensk titel                       | Fransk titel            |
| -- | ---------------------------------- | ----------------------- |
| 1  | Här kommer katten Karlsson! (1980) | Ça, c'est Poussy (1976) |
| 2  | Hallå där, katten Karlsson! (1980) | Faut pas Poussy (1977)  |
| 3  | Se upp, katten Karlsson! (1981)    | Poussy Poussa (1977)    |